# Angelo Mangiarotti
Angelo Mangiarotti (1921-2012) est un architecte et un designer industriel italien. Avec sa réputation de « ne jamais oublier les vrais besoins des consommateurs », Mangiarotti s'est concentré sur la création en architecture et en design industriel. Mangiarotti est une archistar parmi les protagonistes de la naissance du design italien actif dans les années 1950.

## Biographie

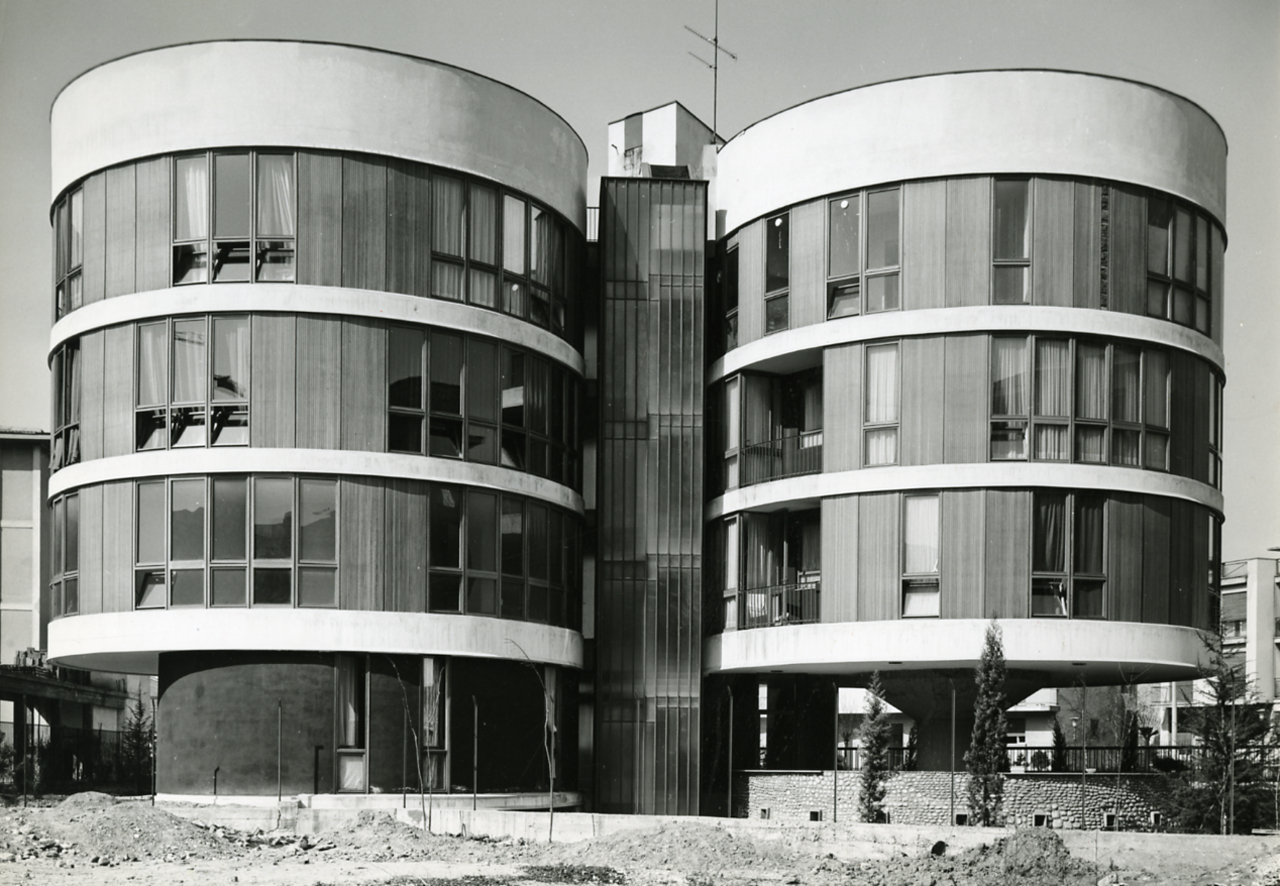
La « maison à trois cylindres », Milan, photographiée par Paolo Monti en 1970

Angelo Mangiarotti est né le 26 février 1921 à Milan. 
Il fut très actif sur la planification urbaine, en architecture et en design industriel. De plus, Mangiarotti a reçu de nombreux prix en Italie et il travailla avec les plus grands dont Cassina, Poltronova Snaidero, etc. En même temps, il créa Mangiarotti & Associates, à Tokyo, 1989.
En 1948, Angelo Mangiarotti est diplômé de l'école d'Architecture et de l'École polytechnique de Milan. Il partit aux États-Unis en 1953 et travailla à Chicago comme professeur à l'Institut de technologie de l'Illinois où il rencontre Frank Lloyd Wright, Walter Gropius, Ludwig Mies van der Rohe et Konrad Wachsmann, qui ont eu une grande influence dans l’évolution de son travail.
Il meurt le 2 juillet 2012.

## Œuvres majeures

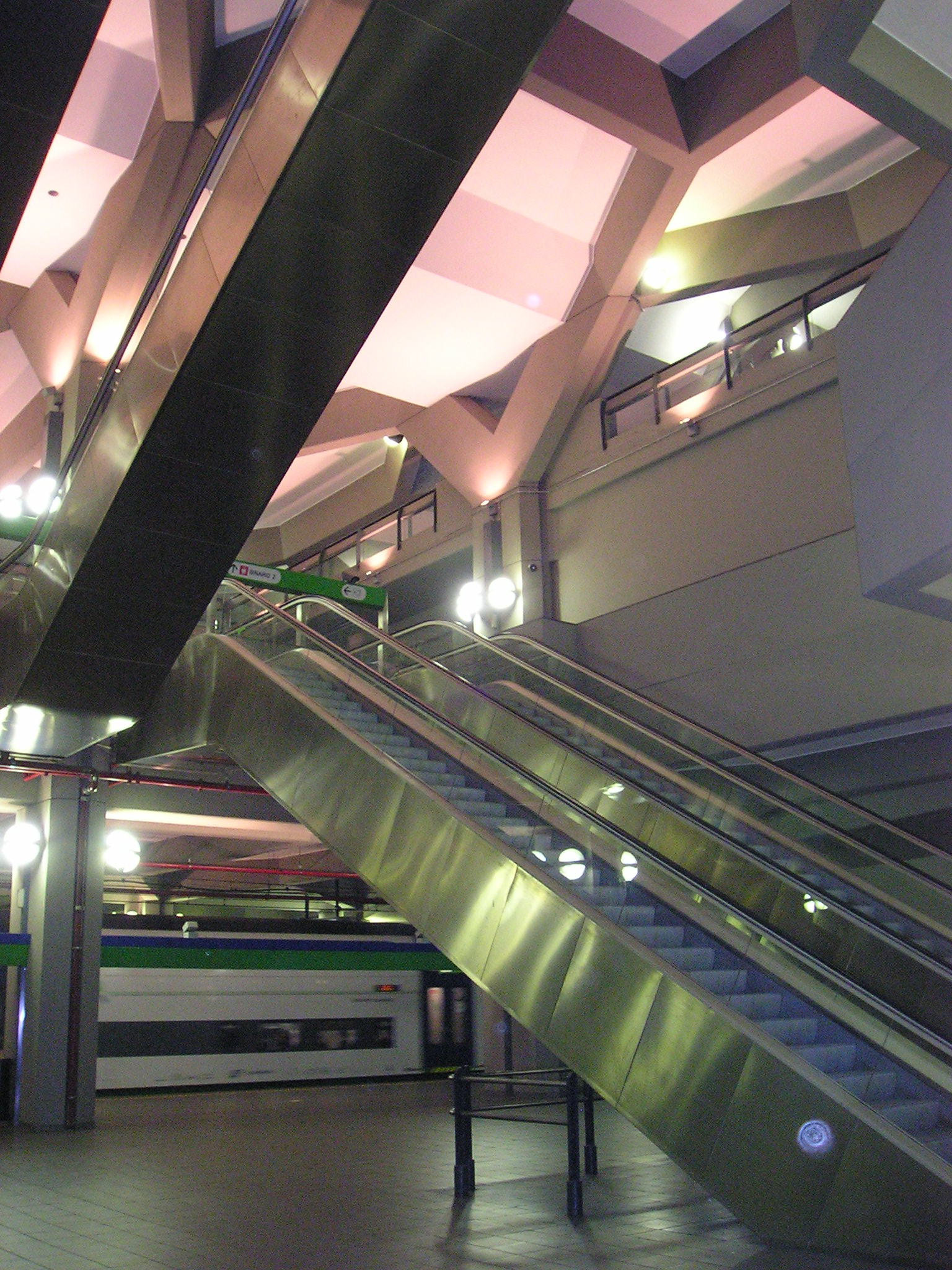
Gare Repubblica, métro de Milan

Les projets suivants, triés par type, sont l'œuvre du Studio Mangiarotti.

### Projets anciens
- Pavillon d'exposition pour la Fiera del Mare. Genova, 1963
- Hangar pour pièces métalliques. Padova, 1958 (avec B.Morassutti et A.Favini)
- L'église Mater Misericordiae . Baranzate, 1957 (avec B. Morassutti)

### Infrastructure
- Projets pour le système ferroviaire de Milan : Rho-Pero station, 2006 ; Villapizzone station, 1995; Repubblica and Venezia stations souterraines, 1992
- Milano Certosa et Milano Rogoredo Gare du métro (Ferrovie dello Stato). Milan, 1982

### Industrie et bureau
- Bureau IMM et immeuble d'exposition. Carrara, 1991
- Quartier général Snaidero(ogffice building, centre d'exposition). Majano del Friuli, 1978
- Precast pre-stressed concrete systems for industrial use:
- Système de construction Facep. Concessionnaire Fiat à Bussolengo, 1976;
- Système de construction Briona, 1972;
- Système de construction U70. Lema plant in Giussano, 1990; Unifor plant in Turate, 1982; Lema plant in Alzate Brianza, 1969;
- Système de construction FM . Elmag plant in Lissone, 1964

### Résidences
- Immeubles résidentiels. Arosio, 1977; Monza, 1972
- Centre touristique à Murlongo, 1971
- Immeuble résidentiel à Milan. Via Gavirate, 1959; Via Quadronno, 1960 (avec B. Morassutti)

### Design industriel
- Série d'objets en cristal, 1986-2006
- Ergonomica collection métal (cutlery, tray, menagere, bucket, bowls, coffeepot), 1990
- Chicago chaise créé par des renforts de fibres de verre, 1983
- Vase d'argent et décanteur, 1980 (MoMA collection)
- Tables de marbre et de pierre avec joint gravitationnel : Eros, 1971 ; Incas, 1978 ; Asolo, 1981
- In-Out (1968) and Cub8 (1967) système inter-paroi
- Giogali Plafonnier en verre Murano , 1967
- Barbados Cendriers, 1964
- Saffo and Lesbo lampes en verre Murano, 1966
- Secticon montres. La Chaux de Fonds, 1955 (avec B. Morassutti)

### Sculpture
- Sculptures en marbre de Carrare: Divenire 2006 à Sydney et Melbourne ; Divenire 2003 at Unifor plant ; Divenire à Munich
- Strazio. Marbre de Carrara. Triennale di Milano, 2002
- Massacro a Sant'Anna. Metal. Sant'Anna di Stazzema, 2000
- DNA. Aluminium. 1998
- Datong-simbolo. Marbre de Carrara. Beijing, 1997
- Equilibrio di una relazione vitale. Bronze. 1995
- Cono-cielo Sculpture en marbre, 1987
- Alabaster sculptures, 1982–86

## Expositions
Importantes expositions internationales:
- Tokyo. Galerie MA. 2004
- Triennale di Milano. 2002
- Carrara. IL DNA della scultura. 1999
- Tokyo. Abitare Italia. 1991
- Los Angeles.  Musée des sciences et de l'industrie de Californie. 1989
- Musée des sciences d'Oslo et Musée de Trondheim. 1985
- Chicago. Centre d'exposition. 1983
- Paris. Centre national d'art et de culture Georges-Pompidou. 1983
- Milan. Cinquanta anni di architettura italiana dal 1928 al 1978. Palazzo delle Stelline. 1979
- Florence. La casa abitata. 1965

## Prix
- Prix d'architecture en marbre 2007, mention spéciale.
- Gold Metal Apostolo del Design from Rima Éditrice. 2006
- Honoris Causa Industrial Design degree. Politecnico di Milano. 2002
- Dr.-Ing. E.h. (honorary doctorate), Technische Universität München. 1998
- Compasso d’oro ADI for the career. 1994
- Prix d'architecture en marbre . 1994
- Prix Design Plus pour la collection Ergonomica. 1991
- Medal and honorary degree. 3e biennale d'Architecture de Sofia. 1986
- Prix Européen de la Construction Métallique. 1979
- Premio In/Arch. 1962
- Premio Domus Formica. 1956